# Oligosoma alani
Espèce
Synonymes
- Leiolopisma alani Robb, 1970
- Cyclodina alani (Robb, 1970)

Statut de conservation UICN

 VU D1+2 : Vulnérable
Oligosoma alani est une espèce de sauriens de la famille des Scincidae.

## Répartition
Cette espèce est endémique des îles Mercure en Nouvelle-Zélande.

## Publication originale
- Robb, 1970 : A new skink of the genus Leiolopisma from new Zealand. Proceedings of the Koninklijke Nederlandse Akademie van Wetenschappe (sect. C), vol. 73, p. 228-229.